# Белгија на Европском првенству у атлетици на отвореном 2018.
Белгија је учествовала на 24. Европском првенству у атлетици на отвореном 2018. одржаном у Берлину, (Немачка), од 6. до 12. августа 2018. године. Ово је било двадест четврто Европско првенство у атлетици на отвореном на којем је Белгија учествовала, односно учествовала је на свим првенствима до данас. Репрезентацију Белгије представљало је 35 спортиста (21 мушкараца и 14 жена) који су се такмичили у 23 дисциплине (13 мушких и 10 женских).
У укупном пласману Белгија је са шест освојених медаља (3 златне, 2 сребрне и 1 бронзана) делила 5. место. У табели успешности према броју и пласману такмичара који су учествовали у финалним такмичењима (првих 8 такмичара) Белгија је са 10 учесника у финалу заузела 12. место са 58 бодова.
| Пл. | Земља   | 1. место | 2. место | 3. место | 4. место | 5. место | 6. место | 7. место | 8. место | Бр. фин. | Бодови |
| --- | ------- | -------- | -------- | -------- | -------- | -------- | -------- | -------- | -------- | -------- | ------ |
| 12. | Белгија | 3-24     | 2-14     | 1−6      | 2-10     | 0        | 1-3      | 0        | 1-1      | 10       | 58.    |

## Учесници
| Мушкарци: - Робин Вандербемден — 200 м, 4 х 400 м - Кевин Борле — 400 м, 4 х 400 м - Жонатан Борле — 400 м, 4 х 400 м - Дилан Борле — 400 м, 4 х 400 м - Елиот Крестан — 800 м - Ајзак Кимели — 1.500 м, 5.000 м - Питер Калахан — 1.500 м - Исмаел Дебјани — 1.500 м - Суфијан Бушики — 5.000 м, 10.000 м - Робин Хендрикс — 5.000 м - Башир Абди — 10.000 м - Симон Дебогниес — 10.000 м - Кун Нарт — Маратон - Мајкл Обасуји — 110 м препоне - Жилијен Ватрен — 4 х 400 м - Жонатан Сакор — 4 х 400 м - Брам Хејс — Скок увис - Арно Ар — Скок мотком - Ben Broeders — Скок мотком - Корентен Капенер — Скок удаљ - Томас ван дер Плецен — Десетобој | Жене: - Манон Депит — 200 м - Синтија Болинго Мбонго — 400 м, 4 х 400 м - Камиле Лаус — 400 м, 4 х 400 м - Рене Ејкенс — 800 м - Елисе Вандерелст — 1.500 м - Луиз Картон — 5.000 м - Елине Берингс — 100 м препоне - Хане Клас — 400 м препоне, 4 х 400 м - Марго Ван Пуивелде — 400 м препоне - Јустиен Грије — 400 м препоне, 4 х 400 м - Клер Орсел — Скок увис - Нафисату Тијам — Седмобој - Хане Мауденс — Седмобој - Нор Видтс — Седмобој |  |

## Освајачи медаља (6)

### Злато (3)
- Кун Нарт — Маратон
- Жонатан Борле, Дилан Борле, Жонатан Сакор, 
 Кевин Борле — 4 х 400 м
- Нафисату Тијам — Седмбој

### Сребро (2)
- Кевин Борле — 400 м
- Башир Абди — 10.000 м

### Бронза (1)
- Жонатан Борле — 400 м

## Резултати

### Мушкарци
| Атлетичар           | Дисциплина    | Лични рекорд | Квалификације       | Квалификације       | Полуфинале            | Полуфинале           | Финале               | Финале          | Детаљи |
| Атлетичар           | Дисциплина    | Лични рекорд | Резултат            | Место               | Резултат              | Место                | Резултат             | Место           | Детаљи |
| ------------------- | ------------- | ------------ | ------------------- | ------------------- | --------------------- | -------------------- | -------------------- | --------------- | ------ |
| Робин Вандербемден  | 200 м         | 20,43        | 20,50 КВ            | 1. у гр. 1          | 20,62                 | 7. у гр. 2           | Није се квалификовао | 14 / 40         |        |
| Кевин Борле         | 400 м         | 44,56        | 45,29 КВ, ЛРС       | 1. у гр. 1          | 45,07 кв, ЛРС         | 3. у гр. 3           | 45,13                |                 |        |
| Жонатан Борле       | 400 м         | 44,43 НР     | 45,19 КВ, ЛРС       | 1. у гр. 2          | 44,87 КВ, ЛРС         | 2. у гр. 1           | 45,19                |                 |        |
| Дилан Борле         | 400 м         | 45,64        | 46,10 КВ            | 2. у гр. 1          | 45,63                 | 7. у гр. 2           | Није се квалификовао | 17 / 39         |        |
| Елиот Крестан       | 800 м         | 1:46,84      | 1:47,35             | 6. у гр. 4          | Није се квалификовао  | Није се квалификовао | Није се квалификовао | 12 / 31 (33)    |        |
| Исмаел Дебјани      | 1.500 м       | 3:33,70      | 3:41,09 кв          | 5. у гр. 3          |                       |                      | 3:39,48              | 8 / 34          |        |
| Питер Калахан       | 1.500 м       | 3:37,11      | 3:54,23             | 7. у гр. 2          | Нису се квалификовали | 30 / 34              |                      |                 |        |
| Ајзак Кимели        | 1.500 м       | 3:36,51      | 3:42,77             | 4. у гр. 1          | Нису се квалификовали | 15 / 34              |                      |                 |        |
| Ајзак Кимели        | 5.000 м       | 3:36,51      |                     |                     |                       |                      | Дисквалификован      | Дисквалификован |        |
| Суфијан Бушики      | 5.000 м       | 13:19,55     | 13:25,22            | 10 / 22 (24)        |                       |                      |                      |                 |        |
| Суфијан Бушики      | 10.000 м      | 27:41,20     | 28:22,02            | 6 / 27 (31)         |                       |                      |                      |                 |        |
| Башир Абди          | 10.000 м      | 27:36,40     | 28:11,76            |                     |                       |                      |                      |                 |        |
| Симон Дебогниес     | 10.000 м      | 28:25,32     | 29:00,98            | 16 / 27 (31)        |                       |                      |                      |                 |        |
| Кун Нарт            | Маратон       | 2:10:16      | 2:09:51 ЛР          |                     |                       |                      |                      |                 |        |
| Мајкл Обасуји       | 110 м препоне | 13,75        | 13,78 кв            | 7. у гр. 1          | 13,78                 | 8. у гр. 1           | Није се квалификовао | 23 / 28         |        |
| Дилан Борле         | 4 х 400 м     | 2:58,52 НР   | 3:02,55 КВ, НРС     | 1. у гр. 2          |                       |                      | 2:59,47 ЕРС          |                 |        |
| Жонатан Борле       | 4 х 400 м     | 2:58,52 НР   | 3:02,55 КВ, НРС     | 1. у гр. 2          |                       |                      | 2:59,47 ЕРС          |                 |        |
| Жонатан Сакор       | 4 х 400 м     | 2:58,52 НР   | 3:02,55 КВ, НРС     | 1. у гр. 2          |                       |                      | 2:59,47 ЕРС          |                 |        |
| Кевин Борле         | 4 х 400 м     | 2:58,52 НР   | 3:02,55 КВ, НРС     | 1. у гр. 2          |                       |                      | 2:59,47 ЕРС          |                 |        |
| Жилијен Ватрен*     | 4 х 400 м     | 2:58,52 НР   | 3:02,55 КВ, НРС     | 1. у гр. 2          |                       |                      | 2:59,47 ЕРС          |                 |        |
| Робин Вандербемден* | 4 х 400 м     | 2:58,52 НР   | 3:02,55 КВ, НРС     | 1. у гр. 2          |                       |                      | 2:59,47 ЕРС          |                 |        |
| Брам Хејс           | Скок увис     | 2,26         | 2,16                | 5. у гр. Б          | Није се квалификовао  | 25 / 27 (28)         |                      |                 |        |
| Арно Ар             | Скок мотком   | 5,72 НР      | 5,61 кв             | 5. у гр. Б          | 5,50                  | 9 / 31 (36)          |                      |                 |        |
| Ben Broeders        | Скок мотком   | 5,61         | Без исправног скока | Без исправног скока | Није се квалификовао  | Није се квалификовао |                      |                 |        |
| Корентен Капенер    | Скок удаљ     | 7,98         | 7,41                | 14. у гр. Б         | Није се квалификовао  | 27 / 29 (30)         |                      |                 |        |

- Такмичар у штафети обележен звездицом трчао је у квалификацијама.

#### Десетобој
| Дисциплина    | Томас ван дер Плецен | Томас ван дер Плецен | Томас ван дер Плецен | Томас ван дер Плецен | Томас ван дер Плецен | Томас ван дер Плецен |
| Дисциплина    | Лич. рек.            | Резултат             | Бод.                 | Плас.                | Укупно               | Плас.                |
| ------------- | -------------------- | -------------------- | -------------------- | -------------------- | -------------------- | -------------------- |
| 100 м         | 11,04                | 11,48                | 757                  | 27.                  | 757                  | 27.                  |
| Скок удаљ     | 7,80                 | 7,41                 | 913                  | 10.                  | 1.670                | 16.                  |
| Бацање кугле  | 14,12                | 13,35                | 689                  | 23.                  | 2.359                | 19.                  |
| Скок увис     | 2,17                 | 2,05                 | 850                  | 4.                   | 3.209                | 17.                  |
| 400 м         | 48,64                | НС                   |                      |                      |                      |                      |
| 110 м препоне | 14,39                |                      |                      |                      |                      |                      |
| Бацање диска  | 44,48                |                      |                      |                      |                      |                      |
| Скок мотком   | 5,41                 |                      |                      |                      |                      |                      |
| Бацање копља  | 65,31                |                      |                      |                      |                      |                      |
| 1500 м        | 4:32,52              |                      |                      |                      |                      |                      |
| Десетобој     | 8.332                |                      |                      |                      | НЗ                   |                      |

### Жене
| Атлетичарка            | Дисциплина    | Лични рекорд | Квалификације         | Квалификације         | Полуфинале            | Полуфинале            | Финале                | Финале                | Детаљи |
| Атлетичарка            | Дисциплина    | Лични рекорд | Резултат              | Место                 | Резултат              | Место                 | Резултат              | Место                 | Детаљи |
| ---------------------- | ------------- | ------------ | --------------------- | --------------------- | --------------------- | --------------------- | --------------------- | --------------------- | ------ |
| Манон Депит            | 200 м         | 23,33        | 23,59 кв              | 4. у гр. 1            | 23,60                 | 8. у гр. 2            | Нису се квалификовале | 20 / 36               |        |
| Синтија Болинго Мбонго | 400 м         | 52,07        | 51,69 КВ, ЛР          | 1. у гр. 2            | 51,92                 | 6. у гр. 1            | Нису се квалификовале | 16 / 43               |        |
| Камиле Лаус            | 400 м         | 51,49        | 52,40(.396) КВ        | 2. у гр. 3            | 52,40                 | 6. у гр. 2            | Нису се квалификовале | 21 / 43               |        |
| Рене Ејкенс            | 800 м         | 2:00,00      | 2:56,24               | 8. у гр. 3            | Није се квалификовала | Није се квалификовала | Није се квалификовала | 32 / 33               |        |
| Елисе Вандерелст       | 1.500 м       | 4:09,31      | 4:10,30               | 6. у гр. 1            |                       |                       | Није се квалификовала | 13 / 24               |        |
| Луиз Картон            | 5.000 м       | 15:23,82     |                       |                       |                       |                       | 15:53,27              | 13 / 15 (19)          |        |
| Елине Берингс          | 100 м препоне | 12,72        | 12,94(.936)           | 4. у гр. 32           | Није се квалификовала | Није се квалификовала | Није се квалификовала | 9 / 32                |        |
| Хане Клас              | 400 м препоне | 55,20        | Директно у полуфиналу | Директно у полуфиналу | 55,75 КВ              | 2. у гр. 1            | 55,75                 | 4 / 33                |        |
| Јустиен Грије          | 400 м препоне | 56,31        | 56,94 КВ              | 3. у гр. 3            | 57,40                 | 6. у гр. 6            | Није се квалификовала | 21 / 33               |        |
| Марго Ван Пуивелде     | 400 м препоне | 55,95        | 56,70 КВ              | 3. у гр. 2            | Није стартовала       | Није стартовала       | Није се квалификовала | Није се квалификовала |        |
| Синтија Болинго Мбонго | 4 х 400 м     | 3:29,06 НР   | 3:30,62 КВ            | 3. у гр. 2            |                       |                       | 3:27,69 НР            | 4 / 15 (16)           |        |
| Хане Клас              | 4 х 400 м     | 3:29,06 НР   | 3:30,62 КВ            | 3. у гр. 2            |                       |                       | 3:27,69 НР            | 4 / 15 (16)           |        |
| Јустин Грилет          | 4 х 400 м     | 3:29,06 НР   | 3:30,62 КВ            | 3. у гр. 2            |                       |                       | 3:27,69 НР            | 4 / 15 (16)           |        |
| Камиле Лаус            | 4 х 400 м     | 3:29,06 НР   | 3:30,62 КВ            | 3. у гр. 2            |                       |                       | 3:27,69 НР            | 4 / 15 (16)           |        |
| Клер Орсел             | Скок увис     | 1,91         | 1,81                  | 12. у гр. А           | Није се квалификовала | 23 / 25               |                       |                       |        |

#### Седмобој
| Атлетичарка    | Дисциплина | 100 м пр. | Вис      | БКу      | 200 м    | Даљ   | БКо        | 800 м   | Укупно         | Пласман      | Белешка |
| -------------- | ---------- | --------- | -------- | -------- | -------- | ----- | ---------- | ------- | -------------- | ------------ | ------- |
| Нафисату Тијам | Резултат   | 13,69     | 1,91     | 15,35 ЛР | 24,81    | 6,60  | 57,91 РЕПс | 2:19,35 | 6.816 СРС, ЕРС |              |         |
| Нафисату Тијам | Бодови     | 1.023     | 1.119    | 884      | 904      | 1.040 | 1.014      | 832     | 6.816 СРС, ЕРС |              |         |
| Хане Мауденс   | Резултат   | 14,04     | 1,73     | 12,90    | 24,10 ЛР | 6,42  | 38,40      | 2:12,41 | 6.104          | 10 / 22 (29) |         |
| Хане Мауденс   | Бодови     | 973       | 891      | 721      | 971      | 981   | 637        | 930     | 6.104          | 10 / 22 (29) |         |
| Нор Видтс      | Резултат   | 14,08 ЛРС | 1,79 ЛРС | 11,83    | 24,80    | 6,04  | 24,81      | 2:16,69 | 5.598          | 20 / 22 (29) |         |
| Нор Видтс      | Бодови     | 967       | 966      | 650      | 905      | 862   | 379        | 869     | 5.598          | 20 / 22 (29) |         |